# Ginestra degli Schiavoni
Ginestra degli Schiavoni là một đô thị ở tỉnh Benevento trong vùng Campania, có vị trí khoảng 80 km về phía đông bắc của Napoli và khoảng 25 km về phía đông bắc của Benevento. Tại thời điểm ngày 31 tháng 12 năm 2004, đô thị này có dân số 565 người và diện tích là 14,8 km².
Ginestra degli Schiavoni giáp các đô thị: Casalbore, Castelfranco in Miscano, Montecalvo Irpino, Montefalcone di Val Fortore, San Giorgio La Molara.